# Smicrophylax creektona
Smicrophylax creektona är en nattsländeart som beskrevs av Arturs Neboiss 1977. Smicrophylax creektona ingår i släktet Smicrophylax och familjen ryssjenattsländor. Inga underarter finns listade i Catalogue of Life.